# Шеридан, Роб
Роб Шеридан (р. 12 октября 1979) — американский графический дизайнер, режиссёр и фотограф, наиболее известен работой с Nine Inch Nails.
Шеридан в течение года посещал художественную школу при Институте Пратта в Нью-Йорке, пока в 19 лет в 1999 году не был нанят Трентом Резнором из Nine Inch Nails, в сущности фан-сайт Nine Inch Nails он создал, будучи ещё в средней школе. Первоначально он был нанят для поддержания нового официального веб-сайта Nine Inch Nails, после чего стал арт-директором группы. Роб занимается фотографией, оформлением сайтов и обложек альбомов, визуальными эффектами живых выступлений, снимает видеоклипы и концертные фильмы. Он также принимал участие в создании мифологии игры в альтернативной реальности, построенной на основе альбома Year Zero 2007 года.

## Работа с Nine Inch Nails

### Дизайн
- Nin.com — веб-дизайн
- The Spiral — дизайн логотипа
- Things Falling Apart
- The Downward Spiral — переиздание
- The Hand That Feeds
- With Teeth
- Beside You In Time
- Survivalism
- Year Zero
- Y34RZ3R0R3M1X3D
- Ghosts I-IV
- The Slip

### Видео
- Things Falling Apart — рекламный ролик: режиссура и монтаж
- And All That Could Have Been: режиссура, монтаж, фотография [5]
- With Teeth проморолики
- «The Hand That Feeds:» режиссура [6], монтаж [7]
- Beside You In Time: режиссура, монтаж, арт-директор [7]
- Year Zero трейлер
- «Survivalism:» режиссёр [7]

## Вне Nine Inch Nails
Шеридан также известен своим блогом Demonbaby, хотя на этом сайте он старается не ссылаться на Nine Inch Nails и преимущественно выкладывает забавные и сатирические статьи и наблюдения из жизни. В октябре 2007 года была опубликована хорошо распространенная статья, в которой Роб жалел о закрытии популярного BitTorrent-трекера Oink и критиковал методы музыкальной индустрии. Статья была позже показана на бывшем веб-сайте Oink. В конце августа 2008 года Шеридан временно поставил Demonbaby.com «на паузу».
Роб является участником нового проекта Трента Резнора «How to Destroy Angels».